# Aminal

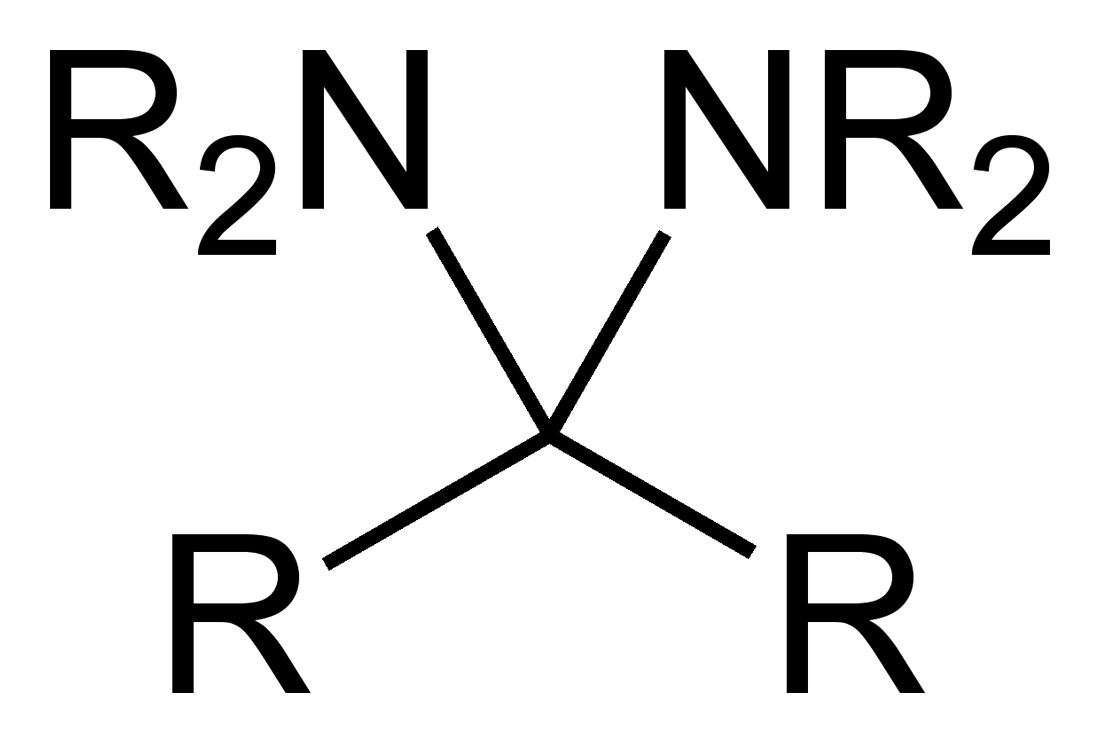
Structure d'un aminal

Un aminal ou aminoacétal est un composé chimique portant deux groupes amine sur le même atome de carbone : -C(NR2)(NR2)-, R pouvant être une hydrogène ou un groupe alkyle.
Les groupes aminal et hémiaminal sont analogues aux groupes acétal et hémiacétal, avec une atome d'azote remplaçant un atome d'oxygène. 
On observe par exemple des aminals dans la synthèse de Fischer de l'indole.